# Varnenski Zaliv
Varnenski Zaliv (bulgariska: Варненски Залив) är en vik i Bulgarien.   Den ligger i regionen Oblast Varna, i den östra delen av landet, 400 km öster om huvudstaden Sofia.